# Leon Forrest Douglass

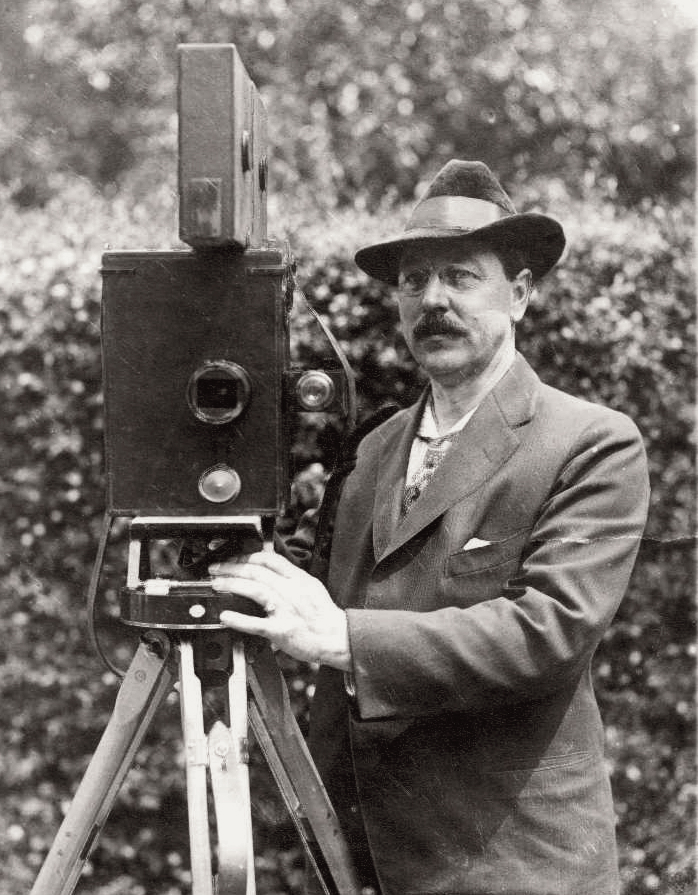
Erfinder und Unternehmer Leon Forrest Douglass (um 1915)

Leon Forrest Douglass (* 12. März 1869 in Syracuse, Nebraska; † 7. September 1940 in San Francisco, Kalifornien) war ein amerikanischer Erfinder und Unternehmer in der Musik- und Filmindustrie der Vereinigten Staaten. Er gehörte, neben Eldridge R. Johnson zu den Gründern der Consolidated Talking Machine Company, aus der nachfolgend die Victor Talking Machine Company hervorging.

## Leben

### Frühe Jahre
Leon Forrest Douglass wurde am 12. März 1869 in Syracuse, Nebraska als Sohn von Seymour James Douglass und Mate Fuller Douglass als drittes Kind von sechs geboren. Aufgrund einer Heuschreckenplage verließen die Familie in den 1870er Jahren die Region und begab sich nach Lincoln, Nebraska, wo er die Schule besuchte und verschiedene Arbeitstätigkeiten aufnahm, um seine Eltern und Geschwister finanziell zu unterstützen. Im Alter von elf Jahren betätigte er sich als Telegraphenbote. Mit dreizehn Jahren verbesserte er, als Telefonist in einer der ersten Telefonzentralen seiner neuen Heimatstadt, die finanzielle Situation seiner Angehörigen. Jene ersten Kontakte zu den damals noch vollumfänglich elektrisch betrieben Telefonsystemen, weckte sein Interesse für den von Thomas Alva Edison entwickelten Phonographen, für den er eine ergänzende Münzeinwurfvorrichtung entwickelte und sich diese patentieren ließ. Im Jahre 1889 verkauft er die Rechte an seiner Erfindung.

### Musikbranche
Douglass tätigte seine ersten Schritte in der Musikbranche bei der im Jahre 1890 gegründeten Nebraska Phonograph Company in Omaha, Nebraska, einer Regionalgesellschaft der North American Phonograph Company unter der Leitung von Jesse H. Lippincott. Nach dem beruflichen Ausscheiden aus dem Unternehmen, zog es ihn nach Chicago, Illinois, wo er gemeinsam mit Charles Dickinson und H.B. Babson um 1892 die Chicago Talking Machine Company (Chicago Talking Machine Co.) gründete. Im Sommer des Jahres 1900 beginnt er gemeinsam mit Johnson den Aufbau der Consolidated Talking Machine Company, später umbenannt in Eldrige Johnson Manufacturing Machinist, um so eine Verwechslung mit den Unternehmen von Emil Berliner zu vermeiden, mit der Zielsetzung dessen Geräte, einschließlich der dazugehörigen Tonaufnahmen auf dem Markt für Sprechmaschinen zum Kauf anbieten zu können. 
Douglass beteiligt sich im darauf folgenden Jahr 1901 an der Gründung der Victor Talking Machine Company, wo er bis 1906 die Stellung des Vizepräsidenten innehatte, bevor er aufgrund einer schweren Erkrankung seine leitende Tätigkeit aufgab. Wiederum ein Jahr später 1902 übernimmt er, ebenfalls im Bunde Johnson, die Globe Records Company, einen Hersteller von Schellackplatten für die Columbia Phonograph Company.

## Leistungen

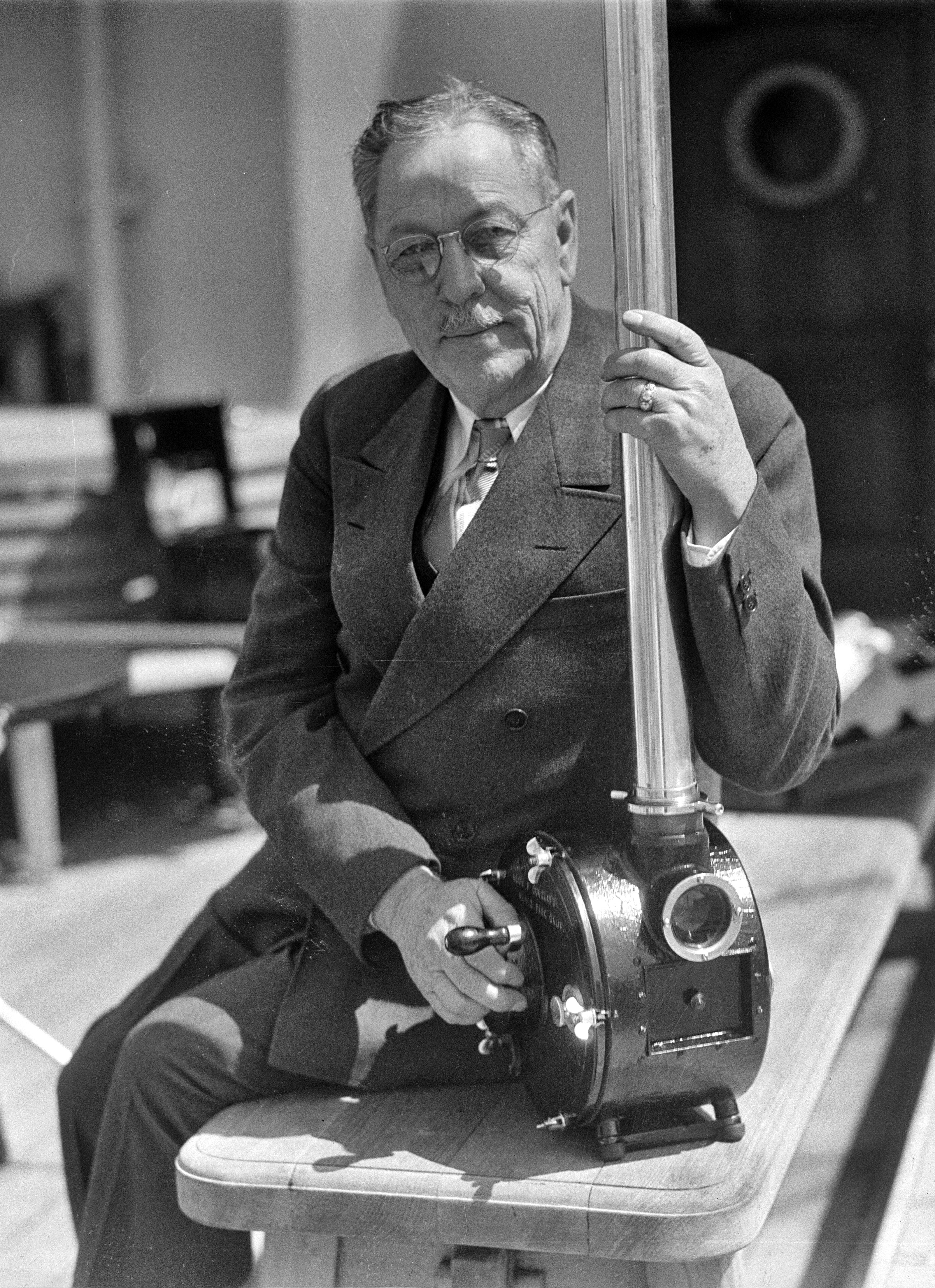
Douglass mit einer Unterwasserkamera (1935)

Leon Forrest Douglas war einer der bedeutendsten Erfinder seiner Zeit. Er betätigte sich diesbezüglich auf den unterschiedlichsten Gebieten. So entwickelte er magnetische Torpedos, die im Ersten Weltkrieg zum Einsatz kamen, konstruierte eine Periskop Kamera für die Unterwasserphotographie und Feuerzeuge. Alleine für den Bereich der Musikbranche erhielt er zwischen 1890 und 1909 dreizehn Patente zuerkannt. Er verlegte Magazine in den Vereinigten Staaten mit Tipps über Neuerscheinungen und Schallplatten als Gratisbeilage für Kunden von Grammophonen.

## Patente
- 1892: Method of and means for duplicating of transferring phonographic records, (US-475490).
- 1899: Talking Machine, (US-630869).
- 1901: Automatic water feed regulator for steam boilers, (US-669611).
- 1903: Talking Machine Cabinet, (US-D36718).
- 1903: Talking Machine Cabinet, (US-D36717).
- 1906: Sound box for Talking Machines, (US-831546).
- 1907: Mounting for the stylus bar of talking machines, (US-865088).
- 1908: Stand and record cabinet for talking-machines, (US-892031).
- 1919: Process of producing moving pictures in color, (US-1325279).
- 1919: Process of producing colored cinematographic films and apparatus therefor, (US-1325280).
- 1922: Device for producing, (US-1410557).
- 1922: Method and apparatus fob producing multiple image effects in photography, (US-1424886).
- 1922: Method and apparatus for producing variable image effects in photography, (US-1504328).
- 1922: Method and apparatus for producing multiple and varied image effects, (US-1438906).
- 1923: Process of making a colored photographic image, (US-1450412).
- 1924: Method and apparatus for producing a plurality of images of separate objects on a photographic film, (US-1482070).
- 1924: Method and apparatus for producing multiple and miniature image effects in photography, (US-1482068).
- 1924: Polychrome screen for color photography and method of producing same, (US-1504465).
- 1924: Method of masking photographic film while exposure is being made, (US-1508509).
- 1924: Device for producing duplicate images on photographic films, (US-1509936).
- 1925: Sound reproducing machine, (US-1524174).
- 1925: Method and apparatus for producing multiple-image effects in photography, (US-1532236).
- 1925: Method of increasing the volume of tones produced by radio apparatus, (US-1546920).
- 1926: Method and apparatus for producing multiple-image effects in photography, (US-1591296).
- 1927: Method and apparatus for producing variable image effects in photography, (US-1632221).
- 1929: Freight and passenger carrying vehicle, (US-1718036).
- 1929: Sound reproducing needle, (US-1718035).
- 1930: Amplifying and reproducing system, (US-1760821).

Anmerkung: Obenstehende Patente beziehen sich auf die  Bereiche Phonographie und Kinematographie, in welchen Douglass überwiegend tätig war.